# Пила Сант'Андреа (Равена)
Пила Сант'Андреа је насеље у Италији у округу Равена, региону Емилија-Ромања.
Према процени из 2011. у насељу је живело 30 становника. Насеље се налази на надморској висини од 17 м.